# Junior (album)
Junior jest trzecim albumem norweskiego zespołu Röyksopp wydanym 23 marca 2009 roku. Album został opisany jako mieszanka między stylami dwóch poprzednich albumów studyjnych, Melody A.M. i The Understanding. Na płycie pojawiają się gościnnie Robyn, Lykke Li, Karin Dreijer Andersson z The Knife i Anneli Drecker.
Pierwszy singiel promujący płytę to Happy Up Here. Następnie wydano The Girl and the Robot, a ostatnim singlem z płyty była piosenka This Must Be It.

## Lista utworów
1. "Happy Up Here" – 2:44
2. "The Girl and the Robot" – 4:28
3. "Vision One" – 4:59
4. "This Must Be It" – 4:41
5. "Röyksopp Forever" – 4:59
6. "Miss It So Much" – 5:01
7. "Tricky Tricky" – 5:59
8. "You Don't Have a Clue" – 4:33
9. "Silver Cruiser" – 4:36
10. "True to Life" – 5:50
11. "It's What I Want" – 3:06

### Dodatkowe utwory
1. "Were You Ever Wanted?" – 5:37 (japoński bonusowy utwór)
2. "Across the Graveyard" - 4:23 (bonusowy utwór w iTunes)